# SG 116
Das Sondergerät 116 oder SG 116 war eine während des Zweiten Weltkriegs ab Mitte 1944 entwickelte deutsche Spezialwaffe zum Einbau in leichte, einsitzige Jagdflugzeuge.
Sie wurde aus dem Sondergerät SG 113 entwickelt, einer nach unten schießenden, über einen elektrostatischen bzw. elektromagnetischen Sensor (Förstersonde) selbst auslösenden, rückstoßfreien Panzerabwehrwaffe. Dabei wurde das Kaliber auf 3 cm reduziert, um Rohre der Maschinenkanone MK 103 verwenden zu können.
Aufgrund dessen wurde die MK 103 mehreren Veränderungen unterzogen. Statt eines Rohrrücklaufs und Lafettenmechanismus wurde als Gegenmasse ein sogenannter „Knüppel“ eingesetzt, das Geschütz selbst war hinten offen. Beim Abschuss wurde der „Knüppel“ ausgeworfen. Damit relativierte sich der Rückstoß auf ein Minimum. Die Waffe ließ sich umdrehen, um anstatt Bodenziele von oben auch Luftziele von unten zu beschießen. Als Auslöser sollte eine Photozelle auf den Schatten des Zielflugzeugs reagieren.
Tatsächlich kam die „Zellendusche“, wie das Gerät genannt wurde, nicht mehr zum Einsatz und wurde nur zu Testzwecken in acht Jagdflugzeuge Focke-Wulf Fw 190 des JG 10 eingebaut. Einziger Sinn und Zweck war es, Tagjägern und Jagdbombern wie der Focke-Wulf Fw 190 F-8 eine Möglichkeit zu geben, schwere Waffen zu tragen und trotzdem die Jagdeigenschaften der Focke-Wulf beizubehalten. Ein Erfolg dieser Waffe ist nicht feststellbar, obwohl Jäger mit dieser Waffe an Kampfhandlungen beteiligt waren.
Verwendet werden sollte Kernmunition wie bei der MK 103 oder Hartkerngeschosse, letztere zu panzerbrechenden Zwecken. Da die Waffe einschüssig war, hatte der Pilot nicht die Möglichkeit zum Nachladen. Nach einem Über- oder Unterflug und dem Abfeuern der Waffe hätte der Pilot zurückkehren sollen. Als Ersatz für die „Schräge Musik“ erwies sich die Waffe als Fehlschlag, da die Tagjäger nur objektgebunden operieren konnten. Im Rahmen des „Wilde-Sau-Verfahrens“ war ein Unterfliegen der Bomber so oder so unnötig, da die Jäger damit die Flakgrenze unterschritten und sich somit in sehr hohe Selbstgefährdung gebracht hätten. 